# Міста Миколаївської області

Миколаївська область на карті України

До складу Миколаївської області входять 9 міст. Найбільшим містом області є Миколаїв з населенням у 470 011 осіб за даними Державної служби статистики України від 1 січня 2022 року.
Отримати статус міста в України мають право населені пункти, які мають населення понад 10 000 осіб. Цей статус мають чимало міст, які не задовольняють цій вимозі, виходячи з їхнього історичного, економічного або географічного значення. До міської території часто входять прилеглі поселення, які становлять з ним єдину соціальну, економічну та історичну спільність.
У списку показані міста та містечка Миколаївської області, офіційні назви українською мовою, їхня площа, населення (за даними перепису 2001 року й інформації Державної служби статистики України від 1 січня 2022 року), географічні координати адміністративних центрів, мовний склад (зазначені мови, що становлять понад 1% від населення громади за даними Всеукраїнського перепису населення 2001 року), положення на карті області.
Міста України могли мати обласне та районне значення і до адміністративно-територіальної реформи 2020 року в області налічувалося 5 міст обласного значення: Вознесенськ, Миколаїв, Очаків, Первомайськ і Південноукраїнськ. Районного значення 4 міста: Баштанка, Нова Одеса, Новий Буг та Снігурівка. Внаслідок адміністративно-територіальної реформи 2020 року усі міста в Україні (в тому числі і обласні центри, і міста обласного значення) включені до складу районів.

## Список міст
| Назва             | Зображення | Площа (км²) | Населення (за роками перепису та державної статистики) | Населення (за роками перепису та державної статистики) | Рідна мова (2001)                      | Карта                                                                                     |
| Назва             | Зображення | Площа (км²) | 2001                                                   | 2022                                                   | Рідна мова (2001)                      | Карта                                                                                     |
| ----------------- | ---------- | ----------- | ------------------------------------------------------ | ------------------------------------------------------ | -------------------------------------- | ----------------------------------------------------------------------------------------- |
| Баштанка          |            | 7,14        | 13 146                                                 | 12 180                                                 | українська — 95,05% російська — 4,09%  | 47°24′10″ пн. ш. 32°26′39″ сх. д. / 47.40278° пн. ш. 32.44417° сх. д. · Баштанка          |
| Вознесенськ       |            | 22,56       | 42 634                                                 | 33 442                                                 | українська — 86,47% російська — 12,50% | 47°34′21″ пн. ш. 31°18′43″ сх. д. / 47.57250° пн. ш. 31.31194° сх. д. · Вознесенськ       |
| Миколаїв          |            | 252,8261    | 514 136                                                | 470 011                                                | російська — 56,81% українська — 42,17% | 46°58′31″ пн. ш. 31°59′37″ сх. д. / 46.97528° пн. ш. 31.99361° сх. д. · Миколаїв          |
| Нова Одеса        |            | 20,65       | 14 070                                                 | 11 510                                                 | українська — 94,14% російська — 4,94%  | 47°17′38″ пн. ш. 31°47′20″ сх. д. / 47.29389° пн. ш. 31.78889° сх. д. · Нова Одеса        |
| Новий Буг         |            | 12          | 16 250                                                 | 14 782                                                 | українська — 94,46% російська — 4,37%  | 47°41′02″ пн. ш. 32°30′28″ сх. д. / 47.68389° пн. ш. 32.50778° сх. д. · Новий Буг         |
| Очаків            |            | 12,49       | 16 929                                                 | 13 663                                                 | українська — 70,31% російська — 28,49% | 46°37′07″ пн. ш. 31°32′21″ сх. д. / 46.61861° пн. ш. 31.53917° сх. д. · Очаків            |
| Первомайськ       |            | 25,14       | 70 170                                                 | 62 426                                                 | українська — 82,76% російська — 15,79% | 48°02′38″ пн. ш. 30°51′00″ сх. д. / 48.04389° пн. ш. 30.85000° сх. д. · Первомайськ       |
| Снігурівка        |            | 7,58        | 15 447                                                 | 12 045                                                 | українська — 84,65% російська — 14,45% | 47°07′15″ пн. ш. 32°47′59″ сх. д. / 47.12083° пн. ш. 32.79972° сх. д. · Снігурівка        |
| Південноукраїнськ |            | 24,38       | 38 206                                                 | 38 560                                                 | українська — 66,52% російська — 31,37% | 47°49′18″ пн. ш. 31°10′30″ сх. д. / 47.82167° пн. ш. 31.17500° сх. д. · Південноукраїнськ |